# هاري كلارك (لاعب كرة قدم مواليد 1934)
هاري كلارك (بالإنجليزية: Harry Clark)‏ هو لاعب كرة قدم بريطاني في مركز مهاجم داخلي، ولد في 11 سبتمبر 1934 في سندرلاند في المملكة المتحدة. لعب مع نادي بليث سبارتانز.